# Crivello di Eratostene
Il crivello di Eratostene è un antico algoritmo per il calcolo dei numeri primi fino a un certo numero prefissato. Deve il proprio nome al matematico greco antico Eratostene di Cirene, che ne fu l'ideatore. È ancora utilizzato per il calcolo dei numeri primi da molti programmi per computer, per via della sua semplicità. Pur non essendo particolarmente rapido ed efficiente, infatti, è piuttosto semplice da implementare in un qualsiasi linguaggio di programmazione.

## Algoritmo
Il procedimento è il seguente: si scrivono tutti i numeri naturali a partire da {\displaystyle 2} fino {\displaystyle n} in un elenco, detto setaccio. In seguito si cancellano (setacciano) tutti i multipli del primo numero del setaccio escluso lui stesso. Si prende poi il primo numero non cancellato maggiore di {\displaystyle 2} e si cancellano tutti i suoi multipli eccetto lui, e si ripete questa operazione fino a che il primo numero non cancellato maggiore di {\displaystyle 2} non presenta multipli tra i numeri rimasti nell'elenco. I numeri che restano sono i numeri primi minori o uguali a {\displaystyle n}.
È come se si utilizzassero dei setacci a maglie via via più larghe: il primo lascia passare solo i numeri non multipli di {\displaystyle 2}, il secondo solo i non multipli di {\displaystyle 3}, e così via.
Nel caso {\displaystyle n=50}, ad esempio, il procedimento di setacciatura si conclude con il numero {\displaystyle 7} perché {\displaystyle 7} è il massimo numero primo il cui quadrato non supera {\displaystyle 50}; si può provare che il procedimento di setacciatura per ricercare i primi fino a un certo numero {\displaystyle n} termina sempre quando si raggiunge la radice quadrata di {\displaystyle n}. Ogni numero {\displaystyle a} del setaccio iniziale, contenente tutti i numeri naturali non superiori a un dato {\displaystyle n}, cade dal setaccio che corrisponde al più piccolo dei suoi divisori primi.
Se indichiamo con {\displaystyle p} il più piccolo divisore primo di {\displaystyle a} si ha:
{\displaystyle a=p\cdot r{\text{ con }}r\geq p.}
Se ne deduce che {\displaystyle a=p\cdot r\geq p\cdot p=p^{2}}, da cui {\displaystyle p} è sempre minore o uguale alla radice quadrata di {\displaystyle a}.
Una implementazione dell'algoritmo di Eratostene in Haskell che calcola l'n-esimo numero primo:
```
-- Una lista infinita di numeri primi prodotta

-- attraverso il metodo del crivello di Eratostene.

crivello
 
::
 
[
Int
]

crivello
 
=
 
crivello'
 
[
2
..
]

  
where

    
crivello'
 
::
 
[
Int
]
 
->
 
[
Int
]

    
crivello'
 
(
p
:
ps
)
 
=
 
p
 
:
 
crivello'
 
[
i
 
|
 
i
 
<-
 
ps
,
 
mod
 
i
 
p
 
/=
 
0
]

    
crivello'
 
_
 
=
 
undefined

-- Estrai il n-esimo numero primo.

eratostene
 
::
 
Int
 
->
 
Int

eratostene
 
n
 
=
 
crivello
 
!!
 
n

```

### Esempio
Per trovare tutti i numeri primi minori di {\displaystyle 30}, si può procedere come segue:
- Scrivere la lista di tutti i numeri interi da {\displaystyle 2} a {\displaystyle 30}:

```
  2  3  4  5  6  7  8  9 10 11 12 13 14 15 16 17 18 19 20 21 22 23 24 25 26 27 28 29 30

```

- Cancellare dalla lista i multipli di {\displaystyle 2}:

```
  2  3     5     7     9    11    13    15    17    19    21    23    25    27    29

```

- Il primo numero ancora presente nella lista dopo il {\displaystyle 2} è il {\displaystyle 3}; cancellare dalla lista i rimanenti multipli di {\displaystyle 3}:

```
  2  3     5     7          11    13          17    19          23    25          29

```

- Il primo numero ancora presente nella lista dopo il {\displaystyle 3} è il {\displaystyle 5}; cancellare dalla lista i rimanenti multipli di {\displaystyle 5}:

```
  2  3     5     7          11    13          17    19          23                29

```

- Il primo numero ancora presente nella lista dopo il {\displaystyle 5} è il {\displaystyle 7}: non essendoci più nessun multiplo di {\displaystyle 7} nella lista, i numeri restanti sono i numeri primi cercati.